# Cyclaspis pura
Cyclaspis pura är en kräftdjursart som beskrevs av Hale 1936. Cyclaspis pura ingår i släktet Cyclaspis och familjen Bodotriidae. Inga underarter finns listade i Catalogue of Life.